# Superman (postura sexual)
La postura del Superman (también conocida como Supergirl Style, Superwoman, Superhéroe, Flying Doggy Style o Triple Lindy) es una posición sexual, donde el hombre está de pie y la mujer deberá estar en posición de carretilla apoyando las manos en el piso dándole la espalda a él. El hombre se coloca entre las piernas, parado por detrás, dobla ligeramente las rodillas, toma una posición cómoda, sosteniendo las piernas de ella levantándolas del suelo y apoyándolas en la espalda de él. Las manos se colocan sobre los senos o la cadera para un mejor soporte, levantando la parte superior del cuerpo de ella sobre él, y comenzará a penetrarla hacia adentro y hacia fuera. La mujer permanece en una posición horizontal, suspendida en el aire con las manos del hombre y el pene como puntos apoyo; la mitad superior del cuerpo de la mujer actuará como un contrapeso para mantener el equilibrio y finalmente, ella extenderá los brazos con una postura parecida a Superman, como si estuviera volando.
El hombre sostiene a la mujer en el ángulo de sus muslos, debe aplicar fuerza par mover su pelvis de adentro hacia afuera de modo intenso, suave y profundo; si desea más penetracion puede inclinar levemente sus rodillas para realizar movimientos de abajo hacia arriba.
Esta es una posición que requiere una tremenda fortaleza para ambas partes involucradas. La mujer debe tener músculos abdominales relativamente fuertes para alinear la columna vertebral con el pene durante la relación. El hombre debe ser capaz de levantar a la mujer hasta el punto de inserción, por lo que debe colocar convenientemente los muslos de su compañera en la parte baja de la espalda cuando se inclina hacia atrás con la mujer al frente para equilibrar el peso. En cierto sentido, ambas regiones genitales actúan como punto de apoyo.
Para mantenerse en esta postura, el receptor podría sostenerse de múltiples maneras: ya sea por sí mismo o con la ayuda de una tercera persona, agarrarse con sus manos de algo delante de él; podría sostenerse colocando sus manos sobre las rodillas del donador; podría sostenerse de los antebrazos del donador; el torso podría estar sobre una superficie para no forzar sus brazos y enderezarlos fingiendo que está volando como Superman.

## Variantes
- También se puede iniciar con el hombre sentados sobre la orilla de la cama, ella deberá estar en posición de carretilla apoyando las manos en el piso dándole la espalda a él, el hombre se coloca entre sus piernas, ella envuelve las piernas alrededor de la cintura del hombre y una vez que estén listos, él con sus manos la sujeta por la cadera con firmeza mientras la penetra, la mujer se inclina hacia atrás, elevando la parte superior de la espalda y la cabeza, mientras el hombre realiza movimientos hacia adelante y hacia atrás.[10][11]
- La mujer tiene que tumbarse sobre el vientre el borde de la cama, mesa, escritorio o en una superficie resistente, con los brazos apoyados y estirados por delante; dejando sólo la mitad de su cadera en el borde, manteniendo el cuerpo recto y las piernas dobladas y separadas ampliamente, colgando en el aire y ligeramente tocando el suelo. El hombre se coloca detrás de ella arrodillado y le sujeta los muslos externos mientras se desliza dentro de ella. Al levantar su pelvis, ella deberá envolver sus piernas alrededor de la espalda de él, mientras dobla las rodillas aún más y coloca las pantorrillas detrás de la parte inferior de la espalda o las nalgas del compañero. Si ella está en la posición correcta, sus pies mirarán hacia el techo y su trasero estará al ras contra la base de su pene. Con sus manos, él sujete la cadera de ella para sostener su peso o podrá colocar una pila de almohadas debajo de su cadera para ayudarla a mantenerse en la posición correcta. Ambos deslizaran sus cuerpos hacia adelante y hacia atrás al unísono, pero no con demasiada fuerza o perderán el equilibrio. Cuanto más alto sea capaz el hombre de sostenerla por encima de la cama, más estimulación del punto G recibirá la compañera. Ella continuará manteniendo sus piernas alrededor de él mientras empuja. A esta variante, también se le denomina "Posición de Balsa Salvavidas" (Life Raft Sex Position).[12]
- El hombre se encuentra de pie detrás de la mujer, ella deberá sujetarse de la orilla de la cama o una silla; partir de ahí, le levanta las piernas del suelo y la mujer las envuelve alrededor de la cadera del hombre, presionando ambas piernas contra las nalgas de él mientras penetra y empuja. El hombre debe inclinarse y colocar sus manos debajo de su cintura mientras la levanta del suelo, usando sus piernas para apoyo adicional.[13]
- En esta variante, la mujer se acuesta boca abajo sobre su vientre con la cadera levantada y la espalda arqueada, mediante la flexión de las rodillas o puede colocar una almohada directamente debajo del área pélvica para levantar ligeramente el trasero y cambiar el ángulo de entrada. El hombre se extiende horizontalmente sobre ella y penetra, extiende sus pierna y brazos sin apoyarse con las manos[14][15] Depende de la mujer si mantiene las piernas juntas o separadas. La mujer puede tener mucho peso y presión cuando el hombre se encuentra sobre ella, Por lo tanto, se debe ser prudente en este caso.[16]
- Para realizar la posición de Superman en una relación homosexual entre hombres; desde detrás del receptor, el dador o donador levanta las piernas del receptor y doblar las rodillas, de modo que se envuelvan firmemente alrededor de la espalda del dador. El receptor se agarra algo delante de él, fingiendo que está volando como Superman.[9]
- En esta variante, la mujer se acuesta boca abajo, doblará las rodillas  hacia el pecho o colocará unas almohadas debajo de su pelvis para levantar la cadera, asumiendo la posición normal de perrito, dependerá de ella si mantiene las piernas juntas o separadas. El hombre  se coloca por detrás mirando en la misma dirección o al contrario, con las manos sobre la cintura o cadera para ayudarse a sí mismo a mantener el equilibrio, guiando su erección hacia adentro y se acostará sobre la pelvis de ella,[17] manteniendo todo el cuerpo rígido en posición horizontal en toda su longitud, con las piernas y los brazos extendidos, realizando un movimiento tipo balancín. La penetración no es muy profunda desde esta posición, pero hay una fuerte presión contra la pared vaginal frontal que puede dar placer tanto al hombre como a la mujer.[9] A través de esta variante es posible disfrutar del sexo vaginal y sexo anal.

### En el agua
Lo bueno de tener sexo en el agua es que permite experimentar esta posición con mayor facilidad que fuera de ella, lo cual, podría ser casi imposibles para algunas personas; gracias a la ausencia de gravedad, lo livianos y flexibles que se vuelven los cuerpos. Siendo más fácil que él pueda cargarla y así explotar todo lo que puede ofrecerles. Ambos se sentirán como unos acróbatas de lo bien que pueden moverse bajo el agua.
Ambos deben sumergirse al mismo tiempo, la mujer se sujeta en la orilla de la piscina o flotar sobre el agua para que él pueda sujetar sus piernas mientras la penetra desde atrás; ella abraza con las piernas el cuerpo del hombre; él lleva el control haciendo movimientos suaves, aprovechando el agua para mover sus caderas de un lado a otro  permitiéndole que masajear los senos.

### Accesorios sexuales
Si uno o ambos miembros de la pareja necesitan un poco más ayuda, para mantener relaciones sexuales suspendidos en el aire, se pueden apoyar con el uso de un columpio sexual o Slings. Funciona para parejas que tienen un abdomen muy grande, ya que la mujer podrá mantener las piernas en el aire durante más tiempo, mientras él está dentro de ella.

## Características
- Tipo de posición: por detrás, de pie o hincado, mujer arriba. En tal posición, por factores psicológicos de la naturaleza del hombre, este, experimentada una sensación de poder, se consideran más poderosos, dispuestos a mantener bajo su control la situación.[2]
- Tipo de penetración: profunda. A medida que el pene penetra más profundamente, mayor es la probabilidad de estimulación del punto A vaginal o punto P, lo cual ayuda a lograr el orgasmo.[2]
- Papel activo: Tanto el hombre como la mujer. El hombre lleva todo el proceso, él establece el ritmo de la acción sexual, dirigir a la mujer en la dirección requerida, ejecuta los movimientos y gobierna a su amante. En este caso la mujer no se concentra en moverse, sino en mantener el equilibrio y disfrutar, puede controlar la profundidad de la penetración del pene en su vagina y la frecuencia de las penetraciones.[2]
- Complejidad: alto grado de dificultad (5/5). Recomendado para hombres fuertes que tienen buena forma física en sus músculos abdominales y la parte superior del cuerpo;[22] así como estar seguro de sí mismo. La mujer deberá ser delgada, flexible[2] y con músculos abdominales relativamente fuertes para poder alinear la columna vertebral con el pene del hombre durante la penetración.[6]

## Recomendaciones
- Aquí solo son posibles movimientos sutiles. Se deben intentar movimientos cortos y rápidos para masajear el área donde se sienta el Punto G, o intentar movimientos largos, lentos y languidecientes dentro de ella. Si el hombre se cansa mientras se acerca al clímax, deberá inclinar su cabeza hacia abajo mientras se apoya en sus antebrazos; de esta manera, ella aún estará suspendida en el aire, pero tendrá un mejor equilibrio y menos tensión en la espalda.[12]
- Ella también puede tratar de levantar la cintura ligeramente para cambiar el ángulo en el cual el hombre está penetrando.[1]

- Para penetrar con un poco más de fuerza, el hombre puede sujetar a la mujer con sus manos alrededor de su cintura. También puede inclinarse hacia adelante y descansar las manos sobre la espalda o sujetarla por los hombros para atraerla hacia él. Incluso puede agarrar ligeramente su cabellera.

- Par el caso de la mujer, es fundamental evitar extender demasiado la espalda; este resultado puede evitarse haciendo que el compañero la sostenga firmemente con las manos por la cadera, lo más cerca posible de la cintura.[15]

- Esta posición puede ser más fácil de hacer si el hombre penetra primero, y luego ella envuelve sus piernas alrededor de él. Así mismo, se requiere de una cama u otra superficie, como un escritorio o una mesa, que tenga aproximadamente la misma altura de la cadera del hombre.[12]

- Esta posición también se puede emplear para aquellas parejas que disfrutan del sexo anal o el sexo rudo.[1]

- El hombre puede estar de pie o arrodillado según sea la variante de la posición.

## Riesgos
Ante todo, se debe tener en mente la seguridad de la pareja. El elemento más importante es el agarre del hombre en las caderas de la mujer; por lo que, ambas partes deben acordar el punto o lugar más cómodo para el agarre perfecto. Tan pronto como la fuerza empiece a menguar, el hombre deberá dejar caer suavemente a la mujer y el hombre debe asegúrese de no tirar demasiado fuerte de la piel, ya que el agarre demasiado fuerte puede herirla.
Esta posición puede ser bastante agotadora, incluso en sus diferente variaciones, el hombre necesita soportar una buena parte del peso de la mujer, se recomienda iniciar a una altitud más baja y tener algunas almohadas colocadas como respaldo o apoyarse en la cama.
Mientras ella se encuentra suspendida y poniendo la mayor parte de su peso en el pene, deberá intentando no doblarlo, porque si eso sucede, es posible que el pene se fracture.
Existe el riesgo que el hombre deje caer a la mujer, la cual, puede sufrir conmoción cerebral, daño en la región genital provocado por la rodilla del hombre y golpes en el rostro

## Posiciones similares
- Posición del perro de pie.
- Carretilla (Wheelbarrow).
- El Trapecio.
- Eagle.
- Standing reverse cowgirl.
- Standing Fire Hydrant Position.
- Mermaid.